# Endothia gyrosa
Endothia gyrosa là một loài Ascomycetes trong họ Valsaceae. Loài này được miêu tả khoa học đầu tiên năm 1963.
Đây là loài gây hại của cây Acer saccharinum, phát triển phổ biến ở Nam Phi.